# بن زولینسکی
بن زولینسکی (انگلیسی: Ben Zolinski؛ زادهٔ ۳ مهٔ ۱۹۹۲) بازیکن فوتبال اهل آلمان است.
از باشگاه‌هایی که در آن بازی کرده‌است می‌توان به باشگاه فوتبال یونیون برلین، باشگاه فوتبال هانزا روستوک، و باشگاه فوتبال کارل زایس ینا اشاره کرد.